# КРВ.медіа (Кучеряве медіа)
«КРВ.медіа» — українське Інтернет-видання, засноване 2025 року Віктором Дяченком, телеведучим Суспільного мовлення України. Медіа спеціалізується на висвітленні тем, пов'язаних із наукою, технологіями, здоров'ям та дозвіллям.

## Короткий опис
Назва видання є акронімом від ютуб-проєкту «Кучерявий», створеного Дяченком на початку повномасштабного вторгнення Росії в Україну. Проєкт поєднував сатиричні огляди, перевірку фактів і розслідування.
Медіа реалізоване за підтримки цифрової агенції InWeb, Інституту масової інформації (ІМІ), а також технологічних партнерів, таких як Google, Microsoft та Canva. У майбутньому «КРВ.медіа» планує розширювати діяльність, відновити ютуб-канал і залучати грантове фінансування.